# Massacre de Karma
Le massacre de Karma a lieu le 20 avril 2023, pendant l'insurrection djihadiste au Burkina Faso. 
Il est commis dans le village de Karma, situé dans la commune de Barga, près de la ville d'Ouahigouya.
Pendant ces tueries, environ 150 à 200 civils sont massacrés par des militaires burkinabés, en représailles à l'attaque d'Aoréma.

## Prélude
Pendant les premiers mois de l'année 2023, de nombreuses exactions sont commises contre les civils par l'armée burkinabée. À la mi-février, dans le camp d'Ouahigouya, sept enfants et adolescents sont exécutés par des militaires. Une vidéo de la tuerie est récupérée par le journal Libération qui indique qu'au moins un des enfants est tué à coups de pierre sur le crâne. En réponse, les autorités burkinabées expulsent les journalistes Agnès Faivre, correspondante de Libération et Sophie Douce, correspondante du Monde.
Au cours du conflit, la commune de Barga, constituée de 20 villages, se retrouve dans la zone d'action des djihadistes du Groupe de soutien à l'islam et aux musulmans et d'Ansarul Islam. Fin 2022 et début 2023, les habitants peuls de Barga prennent la fuite, car ils sont amalgamés aux djihadistes et victimes d'exactions de la part des militaires. En revanche, les habitants du village de Karma appartiennent quant à eux à l'ethnie majoritaire du pays : les Mossis,. Ils restent sur place et semblent garder leur confiance dans l'armée,. Karma compte alors environ 400 habitants.
Le massacre de Karma est commis cinq jours après l'attaque d'Aoréma, où 40 à 75 militaires et miliciens des Volontaires pour la défense de la patrie sont tués par des djihadistes,. Aoréma se situe à proximité immédiate du village de Karma. Le massacre aurait été commis en représailles à cette attaque,. Des rescapés de Karma indiqueront que pendant les tueries, un soldat leur aurait déclaré : « Ce qu’ils nous ont fait, on va vous le faire ! ».

## Déroulement
Le 20 avril 2023, à 7 heures du matin, des militaires des Forces armées burkinabées entrent dans le village de Karma, situé dans la commune de Barga, à une quinzaine de kilomètres de la ville d'Ouahigouya,. Des témoins évoquent à l'AFP une colonne de « plus d'une centaine de personnes à bord de motocyclettes et de pick-up ». D'après des sources sécuritaires et des rémoignages d'habitants recueillis par le journal Le Monde et l'ONG Human Rights Watch, ils appartiennent à un bataillon d'intervention rapide (BIR) de la région,,.
Selon les récits des rescapés, les villageois accueillent les militaires sans inquiétude. Cependant, ces derniers commencent à encercler le village.
D'après un étudiant, « les militaires sont passés de domicile en domicile. Ils ont défoncé les portes des maisons cadenassées, où des habitants s’étaient cachés, et les ont réunis dehors pour les tuer ». 
Selon Human Rights Watch, les soldats font porte-à-porte « fouillant et pillant des maisons, passant des villageois à tabac et leur ordonnant de sortir de leurs maisons ». Ils regroupent ensuite les villageois et ouvrent le feu « notamment sur ceux qui couraient pour se mettre à l’abri, se cachaient dans les maisons ou suppliaient pour qu’on leur laisse la vie sauve ».
Des habitants sont regroupés dans les cours des concessions, puis abattus, d'autres sont tués dans leurs maisons. Des vieillards, des femmes et des enfants figurent parmi les victimes,.
Les militaires brûlent également 12 greniers, 17 granges et 40 maisons. Ils se retirent du village à 14 heures, accompagnés d'un hélicoptère militaire.

## Réactions
Le massacre est « fermement condamné » le 28 avril par le gouvernement burkinabé qui affirme « suivre de très près l’évolution de l’enquête ».
Le 27 avril, Umaro Sissoco Embaló, président de la Guinée-Bissau et président de la Cédéao, qualifie le massacre de « génocide ». Le gouvernement burkinabé juge cette déclaration « hâtive et péremptoire », estimant qu'une « qualification aussi grave (...) doit se faire sous l'éclairage d'une enquête ».
Le 4 mai, dans un entretien à la télévision publique nationale, le président de la Transition du Burkina Faso Ibrahim Traoré déclare attendre la fin de l'enquête avant de tirer toute conclusion sur l'attaque de Karma : « On attend que les enquêteurs fassent leur travail, que les gens évitent de tirer des conclusions hâtives. On m’a dit qu’il y a 136 corps qui ont été inhumés, il faut rendre justice. Il faut se préparer à retrouver ceux qui font ça. Il faut éviter d’accuser sans savoir ce qu’il s’est passé, parce que tout est possible. Dans l’armée, il y a ce qu’on appelle la perfidie, et je pense que ça fait partie des modes d’action privilégiés de l’ennemi ». 

## Bilan humain
Le 23 avril, Lamine Kaboré, procureur du tribunal de grande instance d'Ouahigouya, annonce dans un communiqué qu'au moins soixante civils ont été tués dans le village de Karma. Il précise que les vicitimes auraient « été tuées par des personnes arborant des tenues de nos forces armées nationales »,.
Le 23 avril, Libération fait état d'environ 150 à 200 morts d'après des sources locales.
RFI indique pour sa part le 24 avril que des sources locales évoquent entre 100 et 200 victimes.
Le 25 avril, le Haut-Commissariat des Nations unies aux droits de l'homme indique qu'« au moins 150 civils » auraient disparu après l'attaque, menée par « des hommes armés en uniforme qui seraient des membres des forces de défense et de sécurité, accompagnés d’auxiliaires paramilitaires ». Il s'agirait du pire massacre commis par les forces burkinabées depuis le début du conflit en 2015.
Le 28 avril, le Collectif contre l’impunité et la stigmatisation des communautés (CISC), une organisation de défense des droits de l’Homme burkinabée, affirme avoir « documenté et enregistré 136 corps sans vie à Karma, dont 50 femmes et 21 enfants, parmi lesquels on a pu constater des bébés de moins de trente jours tués sur le dos de leur mère ».
Le 29 avril, le Mouvement burkinabè des droits de l’Homme et des peuples annonce pour sa part un bilan de 147 morts, dont 28 femmes et 45 enfants, ainsi que neuf autres civils tués dans des localités voisines,,.
Le 4 mai, Human Rights Watch fait état d'un bilan d'au moins 156 morts, dont 83 hommes, 28 femmes et 45 enfants.